# آریل شارون
آریئل ساموئل مردخای شرایبر معروف به آریل شارون (به عبری: אריאל שרון) (۲۶ فوریه ۱۹۲۸ – ۱۱ ژانویه ۲۰۱۴) سیاستمدار اسرائیلی و یازدهمین نخست‌وزیر این کشور بود. او از شخصیت‌های اثرگذار در بحران سوئز، جنگ شش‌روزه و جنگ یوم کیپور بود. وی پس از ۸ سال که در کما بود در ۱۱ ژانویهٔ ۲۰۱۴ (۲۱ دی ۱۳۹۲) در ۸۵ سالگی در بیمارستانی در تل آویو درگذشت.

## زندگی
در سال ۱۹۴۲، زمانی که فقط ۱۴ سال داشت به گروه هاگانا پیوست. گروه هاگانا در آن زمان اقدامات متعددی را برای خارج کردن فلسطینیان از خانه‌ها و زمین‌هایشان طراحی و پیاده‌سازی کرده بود و در صورت بروز مخالفت، مخالفین را به قتل می‌رساند. این‌گونه گروه‌ها پس از تأسیس دولت، اولین هسته‌های نیروهای دفاعی اسرائیل را تشکیل دادند.
شارون در سال ۱۹۴۷ به عضویت پلیس شهرک‌های یهودی‌نشین در آمد، سپس در بیست سالگی در جنگ ۱۹۴۸ شرکت کرد و سمت فرماندهی پیاده‌نظام را در بخش اسکندریه به‌دست آورد و در پی این جنگ از ناحیهٔ شکم مجروح گردید.
در آغاز سال ۱۹۴۹ فرماندهی یک گروهان پیاده را بر عهده گرفت و در سال ۱۹۵۱ افسر فرماندهی گردان اطلاعات مرکزی شد. در سال ۱۹۵۲ وی از فرمانده ستاد ارتش درخواست تشکیل یک گردان نظامی از زندانیان محکوم به مرگ را کرد. این مسئله به دلیل ناآشنایی این افراد با فنون نظامی تا حدودی برای رئیس ستاد غیرقابل قبول بود اما با اصرار شارون این مسئله را پذیرفت. شارون نام این گردان را ۱۰۱ نامید و به عنوان اولین عملیات نظامی خود به روستای مرزی القبیه حمله کرد که پیامد آن کشته شدن ۶۹ فلسطینی و ویرانی ۴۱ منزل مسکونی بود.
شارون در همان سال ۱۹۵۲ در دانشگاه عبری اورشلیم تحصیلات خود را در رشتهٔ تاریخ و مسائل خاورمیانه آغاز کرد و سپس برای تکمیل تحصیلاتش به دانشکدهٔ حقوق در دانشگاه تل‌آویو رفت.
وی در سال ۱۹۶۴ تصمیم گرفت برای ادامه تحصیل به فرانسه برود تا در رشتهٔ علوم سیاسی تحصیل کند.

## فعالیت‌های نظامی

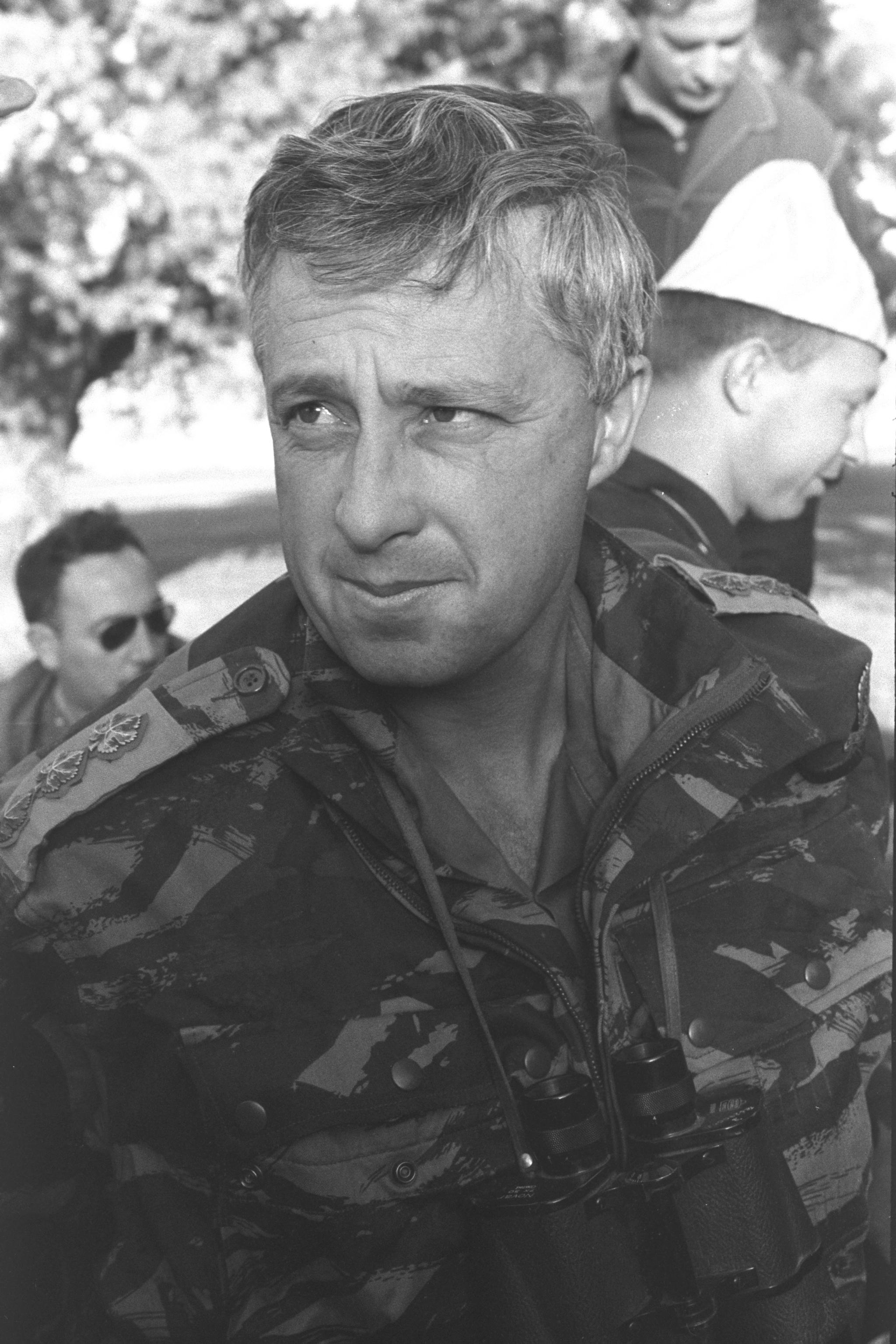
آریل شارون در مقام فرمانده جبههٔ شمال در سال ۱۹۶۴ میلادی.

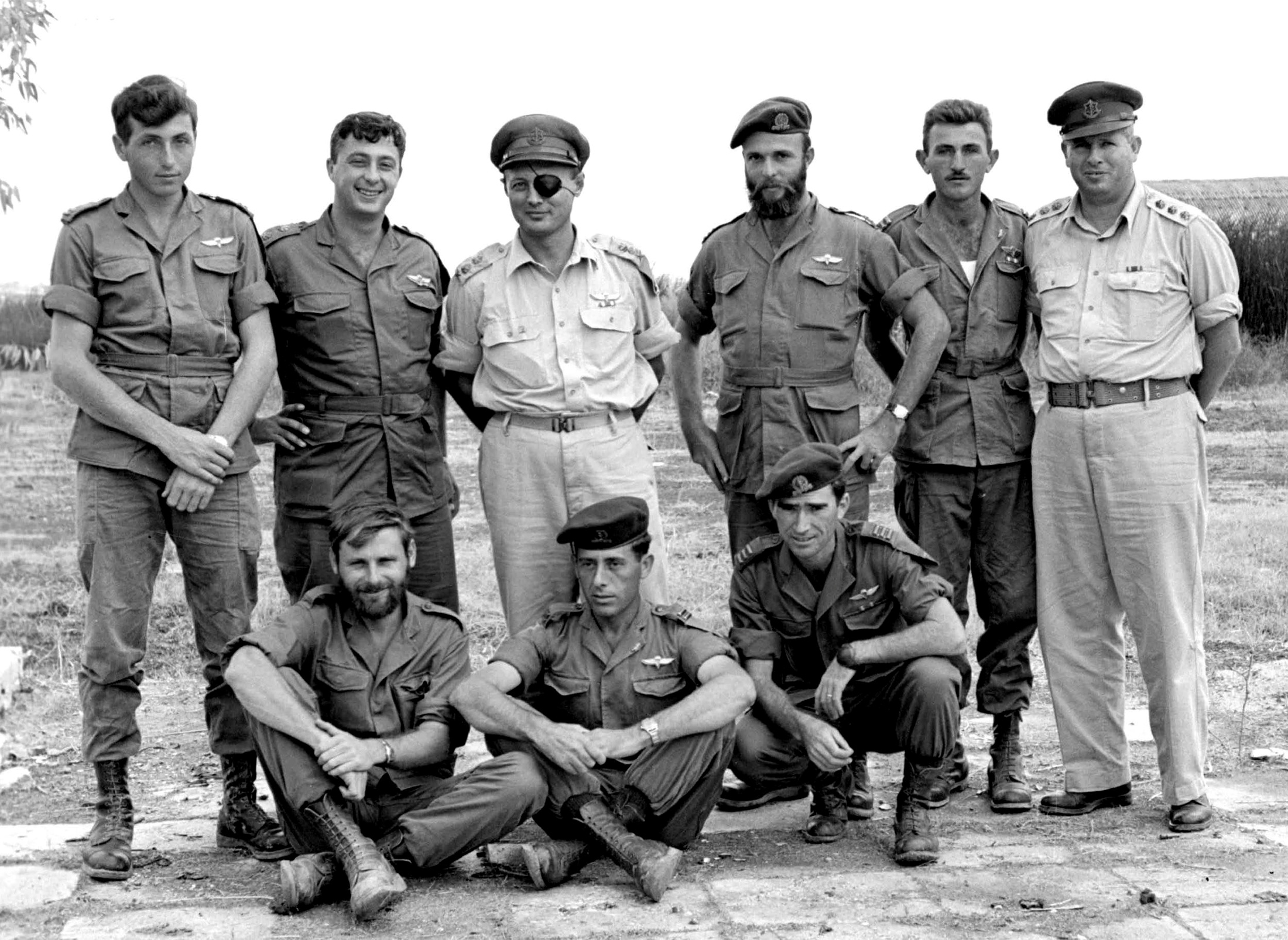
آریل شارون و موشه دایان نفر دوم و سوم ایستاده از چپ

آریل شارون اولین یگان نیروهای فوق ویژهٔ تکاوران نیروهای دفاعی اسرائیل را در سال ۱۹۵۳ میلادی با نام یگان ۱۰۱ پایه‌گذاری و تأسیس نمود، ولی هرگز در یگان سایرت متکل عضویت نداشت.
آریل شارون در سال ۱۹۵۶ سمت فرماندهی تیپ زرهی ارتش را برعهده گرفت و توانست گذرگاه المتیله را به تصرف خود در آورد. شارون تا سال ۱۹۶۴ در سمت فرماندهی تیپ ابقاء شد، اما در این مدت اختلافات زیادی با رؤسای خود در آن موقع از جمله موشه دایان که ریاست ستاد ارتش را به عهده داشت، پیدا کرد. سرانجام آریل شارون، پس از بازگشت از فرانسه از سال ۱۹۶۵ تا ۱۹۶۹ فرماندهی ارتش شمال را به عهده گرفت و پس از گذراندن یک دورهٔ آموزشی در انگلستان و ارتقاء به درجه سرلشکری، از سال ۱۹۶۹ تا ۱۹۷۳ فرماندهی ارتش جنوب را عهده‌دار شد.
پس از پیروزی اسرائیل در جنگ شش‌روزه و شکست هم‌زمان شش کشور عربی، از ارتش استعفا داد و وارد صحنهٔ سیاست شد. شارون در اولین انتخابات پارلمانی از سوی حزب (لیکود) توانست عضویت کنست را به‌دست بیاورد. در سال ۱۹۷۵ اسحاق رابین نخست‌وزیر وقت اسرائیل وی را به عنوان مشاور نظامی خود انتخاب کرد.

در انتخابات سال ۱۹۷۷، شارون در رأس فهرست نامزدهای مستقل، به کنست راه پیدا کرد. مناخم بگین در این دوره او را به سمت وزیر کشاورزی و شهرک‌سازی منصوب کرد.
اسرائیل پس از انقلاب ۱۳۵۷ در ایران، سعی داشت با حکومت انقلابی آیت الله روح الله خمینی رابطه ای برقرار کند. بگین و شارون  که وزیر دفاع بود، نسبت به گشایش کانالی به رژیم خمینی متعهد بودند و با این که اسرائیل در جنگ ایران و عراق طرف عراق را بگیرد موافق نبودند. وزیر دفاع اسرائیل، در سال های ۱۹۸۱ و ۱۹۸۲ به وزارت امور خارجه آمریکا اصرار کرد اجازه دهد اسرائیل بخشی از موجودی تسلیحات ساخت آمریکای خود را به ارتش ایران بفروشد، چرا که بر اساس قوانین آمریکا خریدار تسلیحات آمریکا بدون توافق دولت این کشور حق فروش آنها به کشور سومی را ندارد. شارون در سال ۱۹۸۱ با الکساندر هیگ وزیر امور خارجه آمریکا دیدار کرد  و موفق شد موافقت او را برای فروش ۱۰ تا ۱۵ میلیون دلار قطعات و تایر هواپیمای جنگنده به ایران به دست آورد. نظریه شارون این بود که اسرائیل در میان برخی از سرداران نظامی میانه روی ایرانی نفوذ پیدا کند چرا که آنها جلوی این «مجانین» را خواهند گرفت. در سال ۱۹۸۲ یاکو نیمرودی موافقت شارون را برای یک طرح کودتا برای به قدرت رساندن پسر شاه سابق ایران جلب کرد ، ولی این طرح از سوی دولت رد شد. 

### جنگ ۱۹۸۲ لبنان و کشتار صبرا و شتیلا
در جریان جنگ ۱۹۸۲ لبنان، زمانی که شارون وزیر دفاع بود، بین ۱۶ تا ۱۸ سپتامبر کشتار صبرا و شتیلا رخ داد. بین ۸۰۰ تا ۳۵۰۰ غیرنظامی فلسطینی در اردوگاه‌های پناهندگان صبرا و شتیلا توسط میلیشیاهای مسیحی مارونی فالانژ لبنانی کشته شدند. رئیس امنیتی میلیشیای فالانژ، الی هوبیکا، فرمانده عملیانی شبه‌نظامیانی بود که وارد کمپ‌ها شدند و فلسطینیان را کشتند. فالانژها به آنجا فرستاده شده بودند تا آنجا را در حالی که اسرائیلی‌ها آن را محاصره کرده بودند از رزمندگان ساف پاکسازی کنند. این کشتارها منجر شد که برخی شارون را «قصاب بیروت» بخوانند.
آسوشیتد پرس در گزارشی اعلام کرد: «وزیر دفاع آریل شارون کشتارها را به ساف مربوط کرد و گفت این نمادی از قتل‌های تروریستی سازمان‌های تروریستی و حامیان آن است».
آریل شارون در سپتامبر ۱۹۹۹، به دنبال کناره‌گیری بنیامین نتانیاهو از رهبری حزب لیکود، رهبری این حزب را برعهده گرفت. او سپس در سپتامبر سال ۲۰۰۰، با حضور در مسجدالاقصی موجب خشم مسلمانان و درگیری‌های خونین میان فلسطینیان و نظامیان اسرائیلی و در نتیجه شروع انتفاضه الاقصی شد.
وی در دسامبر ۲۰۰۰، به عنوان نامزد حزب لیکود برای تصدی نخست‌وزیری معرفی شد و قول داد در صورت انتخاب، کار فلسطینیان را در ۱۰۰ روز تمام کند و موقعیت اسرائیل را در منطقه تثبیت کند.
شارون سرانجام در ۶ فوریهٔ ۲۰۰۱ توانست به بالاترین مقام در اسرائیل یعنی سمت نخست‌وزیری دست یابد. در زمان نخست‌وزیری وی، رهبران نظامی فلسطینی همچون «احمد یاسین»، «عبدالعزیز رنتیسی» در عملیات‌های کماندویی به قتل رسیدند.
شارون در این زمان کوشید تا با اجرای پروسه دیوار حائل، به عملیات‌های انتحاری در فلسطین خاتمه دهد.
آریل شارون در سال ۲۰۰۵ میلادی، دستور تخلیهٔ نوار غزه را صادر کرد. در اکتبر سال ۲۰۰۵ و در پی اعتراضات شدید راستگرایان برای خروج از غزه و بروز اختلاف در کابینهٔ وی، شارون از حزب لیکود کناره‌گیری کرد.
وی در اولین اظهاراتش پس از کناره‌گیری از حزب لیکود، اعلام کرد، حزب جدیدش موسوم به «کادیما» در جهت ترسیم مرزهای دائمی بین اسرائیل و فلسطینیان تلاش خواهد کرد و دیگر طرحی برای عقب‌نشینی یکجانبه از سرزمین‌های اشغالی ندارد.

## زندگی سیاسی
۱۹۷۳: عضویت در پارلمان اسرائیل
۱۹۷۷-۱۹۷۵: مشاور ویژهٔ امنیتی نخست‌وزیر اسحاق رابین
۱۹۷۷ -۱۹۸۱: وزیر کشاورزی
۱۹۸۳-۱۹۸۱: وزیر دفاع
۱۹۹۰-۱۹۸۴: وزیر صنعت و بازرگانی
۱۹۹۲-۱۹۹۰: وزیر مسکن و ساختمان
۱۹۹۸-۱۹۹۶: وزیر زیرساخت‌های ملی
۱۹۹۹-۱۹۹۸: وزیر امور خارجه
۲۰۰۱ به بعد: نخست‌وزیر اسرائیل

## بیماری
آریل شارون از روز ۵ ژانویهٔ سال ۲۰۰۶ به دلیل سکتهٔ مغزی سنگین در بیمارستان بستری شد و ادارهٔ کلیهٔ امور نخست‌وزیری اسرائیل به ایهود اولمرت معاون نخست‌وزیر واگذار شد. شارون از آن زمان تا زمان مرگ در وضعیت شبه‌کما به سر می‌برد و از طریق سرم تغذیه می‌شد. هرچند پزشکان از او قطع امید کرده بودند و از خانوادهٔ او خواسته بودند تا او به‌طور طبیعی بمیرد اما خانوادهٔ او خواستار انجام اقدام‌های لازم برای زنده ماندن او و انتقال او به خانهٔ شخصی‌اش شدند. شارون هشیاری محدودی داشت و به برخی محرک‌ها پاسخ می‌داد. در سال ۲۰۱۱ او برای مدت کوتاهی به خانه‌اش منتقل شد.

## درگذشت
وی پس از ۸ سال کما در روز ۱۱ ژانویهٔ ۲۰۱۴ (۲۱ دی ۱۳۹۲) پس از آن‌که چند روز با افت شدید علائم حیاتی روبه‌رو شده بود در مرکز درمانی «شبا» در سن ۸۵ سالگی درگذشت.